# Cauvigny
Cauvigny é uma comuna francesa na região administrativa de Altos da França, no departamento de Oise. Estende-se por uma área de 17,5 km². Em 2010 a comuna tinha 1 690 habitantes (densidade: 96,6 hab./km²).